# 国家资源型经济转型发展综合配套改革试验区

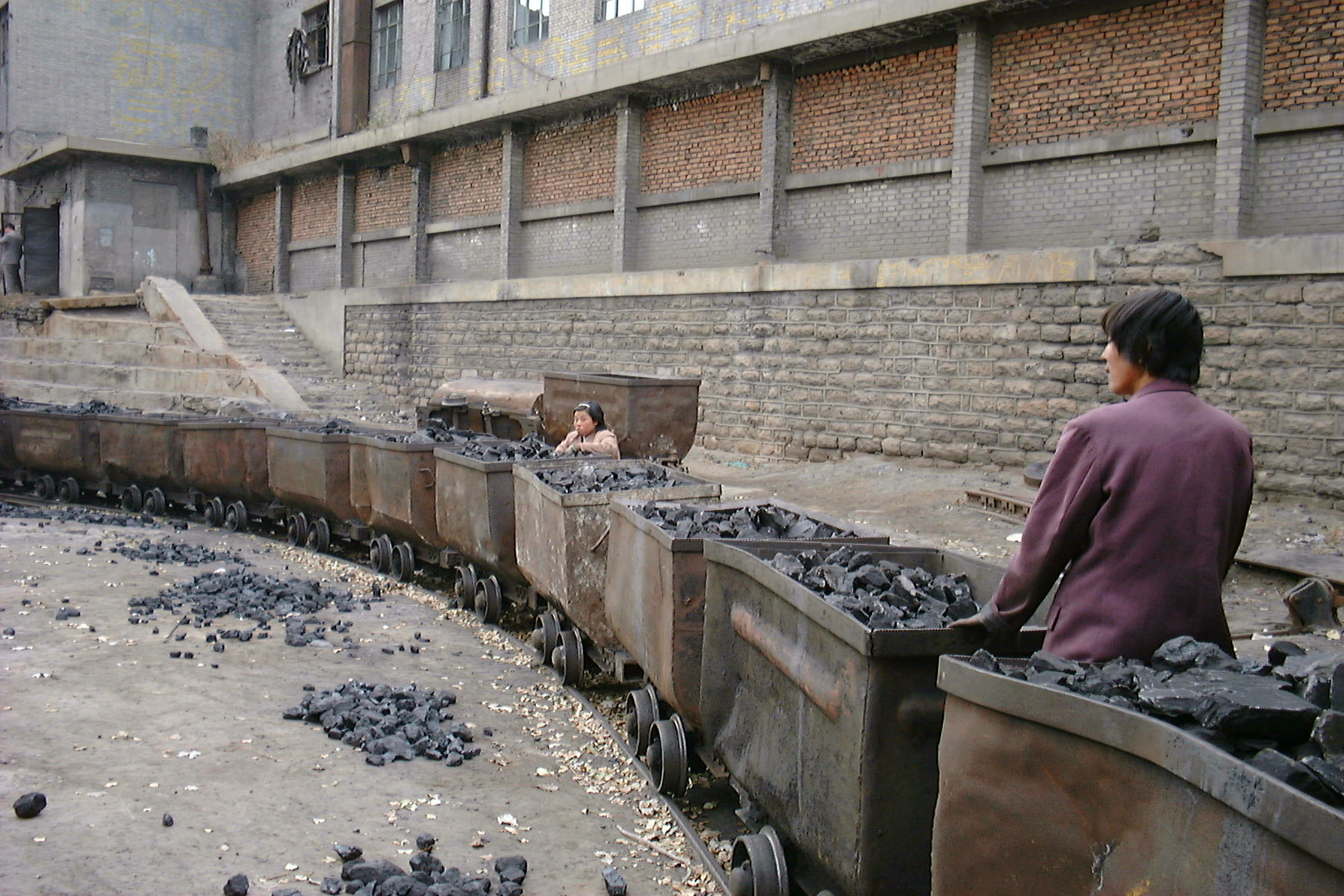
山西一處煤礦

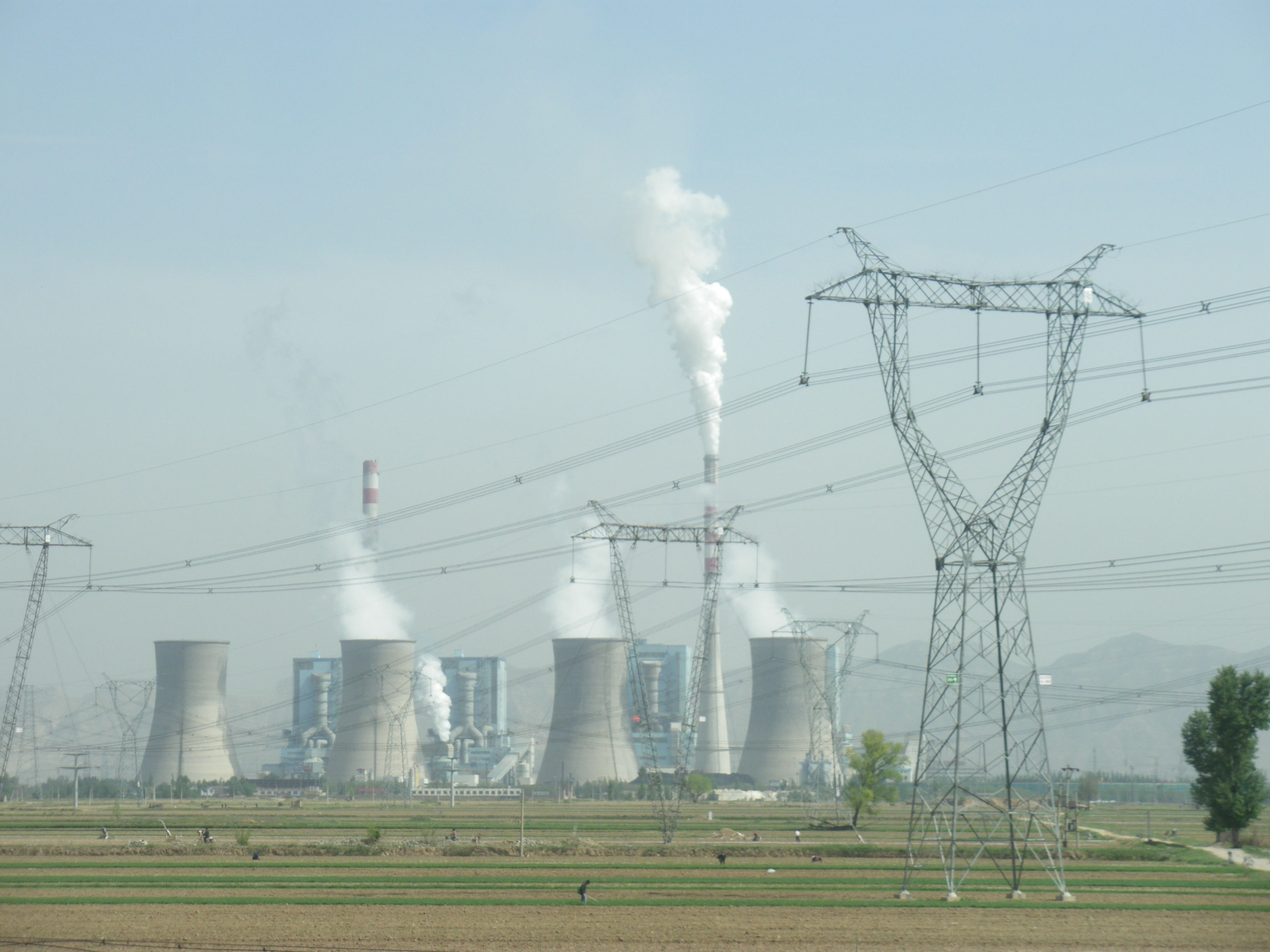
山西一處燃煤發電廠

国家资源型经济转型发展综合配套改革试验区，为中华人民共和国国务院同意批准的一个国家综合配套改革试验区，中华人民共和国发展与改革委员会于2010年11月19日，正式批复设立“山西省国家资源型经济转型综合配套改革试验区”。这使得山西省成为中国第九个发展特区，也是全国最大的经济试点改革区。

## 背景
山西省为中国重要的资源和能源基地，长期以来为国家的能源安全、经济发展承担基础贡献。自中华人民共和国成立以来至2010年，山西省全省产煤120亿吨以上，其中的3/4运往全国各地。在山西为中国经济的发展做出巨大贡献的同时，本身存在着产业结构相对单一，其主要以煤炭、焦炭、冶金、电力这四个产业为主，占整个山西工业产值的85%以上。这种产业结构导致山西经济高度依赖省外的市场；此外以二氧化硫为主的工业污染，排放也是居中国平均数的2倍以上。生态破坏非常严重，山西采煤形成的采空区达到2万平方公里，相当于山西1/8的面积。工业的高强度开采，导致相应的安全事故频发。而此高强度煤炭开采，并没有给山西带来真正富裕，山西全省城镇人均可支配收入和农民人均纯收入都排在中国的20位以后。现存的资源型经济发展并非可持续发展良策。

## 改革方向
1. 淘汰落后产能。山西省政府着手对煤炭领域进行了煤炭资源整合，从此前的2600个矿，整合为2010年的1000个矿；从平均一个矿30万吨的产能，提升为90万吨以上。
2. 压缩焦炭行业。对焦煤、电力等行业进行压缩产能。
3. 生态修复。全省大力实施植树造林绿化，每年达400万亩，同时推出以汾河流域生态修复为主的一系列生态修复项目。
4. 安全生产管理。山西煤炭的百万吨死亡率在从2005年的0.9人，下降为2010年的0.19人。